# Christian Hübner (Sänger)
Christian Hübner (geb. 1977 in Regensburg) ist ein deutscher Opernsänger (Bass).

## Leben
Nach dem Abitur am Musikgymnasium der Regensburger Domspatzen studierte Hübner zunächst Architektur und schloss mit dem Vordiplom ab. Nachdem er erfolgreich am Wettbewerb Jugend musiziert teilgenommen hatte, nahm er ab 2001 ein Gesangsstudium an der Musikhochschule Köln auf. Dieses schloss er 2007 mit dem Diplom ab.
Von 2007 bis 2009 war Hübner festes Mitglied des Ensembles des Staatstheaters am Gärtnerplatz in München, ab da bis 2011 des Theaters Bremen. Seither ist er freischaffend tätig. Zu Hübners Repertoire zählen unter anderem Sarastro in Die Zauberflöte, Commendatore in Don Giovanni, Rocco in Fidelio, Fafner, Hunding und Hagen im Ring des Nibelungen, König Marke in Tristan und Isolde, Brighella in Das Liebesverbot oder Baron Ochs in Der Rosenkavalier.

## Engagements
- Tokyo New National Theatre (NNTT) (Fafner, Das Rheingold und Siegfried)
- Teatro Colón, Buenos Aires (Brighella, Das Liebesverbot)
- Filharmonia Warschau (König Marke, Tristan und Isolde)
- Teatro de la Maestranza, Sevilla (Hagen, Götterdämmerung)
- Teatro San Carlo, Neapel (Salome)
- Teatro Massimo, Palermo (Fafner, Das Rheingold)
- Maggio Musicale, Florenz (Rocco, Fidelio, als Cover)
- Staatstheater Karlsruhe (Hagen, Götterdämmerung)
- Opéra Angers, Nantes (Rocco, Fidelio)
- Opera Dijon (Fafner, Hunding, Hagen, Der Ring des Nibelungen)
- Opera Maastricht (Baron Ochs, Der Rosenkavalier)
- Philharmonie, Taipeh (Bass, Verdi-Requiem)
- Philharmonie, Berlin (Bass, Verdi-Requiem)
- Die Glocke, Bremen (Bass, Die Jahreszeiten)